# ULAS J1120+0641
ULAS J112001.48+064124.3 thường viết gọn là ULAS J1120+0641, là một chuẩn tinh được biết đến là ở xa nhất và là chuẩn tinh đầu tiên quan sát được có độ dịch chuyển đỏ lớn hơn 7,0.
Chuẩn tinh này được phát hiện và báo cáo vào tháng 6 năm 2011. Nó có độ dịch chuyển đỏ 7,085 và ở khoảng cách 28,85 tỷ năm ánh sáng  .
Ánh sáng của nó phát ra, mà ngày nay quan sát được trên Trái Đất, là vào cỡ 13 Ga BP (tỷ năm trước ngày nay), tức là gần 770 Ma sau sự kiện Big Bang . Nó được đánh dấu là "Chuẩn tinh sơ khai" trong Biểu thời gian lịch sử tự nhiên.

## Phát hiện
ULAS J1120+0641 được phát hiện trong chương trình Khảo sát Bầu trời sâu Hồng ngoại UKIRT (UKIDSS, UK Infrared Deep Sky Survey), sử dụng Kính thiên văn Hồng ngoại Anh quốc (UKIRT, United Kingdom Infrared Telescope) đặt tại Mauna Kea, Hawaii.
Tên của thiên thể có nguồn gốc từ chương trình Khảo sát Diện tích lớn UKIDSS (ULAS, UKIDSS Large Area Survey), là nghiên cứu đã phát hiện ra chuẩn tinh này. Vị trí của nó trên bầu trời là xích kinh (11h 20m) và xích vĩ (+06° 41'). Điều này đặt chuẩn tinh trong chòm sao Sư Tử, và trên mặt bằng của bầu trời thì gần với σ Leo.
Chuẩn tinh được phát hiện bằng kính viễn vọng hoạt động ở bước sóng hồng ngoại. Ánh sáng ban đầu được ULAS J1120+0641 phát ra thì ở vùng tia cực tím, với bước sóng ngắn và năng lượng cao hơn so với ánh sáng nhìn thấy. Do vũ trụ mở rộng, sự di chuyển của nó dẫn đến dịch chuyển đỏ vũ trụ học, làm cho năng lượng và bước sóng của ánh sáng thay đổi, dịch về phía hồng ngoại.
Nhóm nghiên cứu khoa học đã dành nhiều năm tìm kiếm UKIDSS cho chuẩn tinh có dịch chuyển đỏ cao hơn 6,5. ULAS J1120+0641 thậm chí còn cao hơn họ hy vọng, với độ dịch đỏ lớn hơn 7,0.
UKIDSS là quan sát trắc quang hồng ngoại gần, vì vậy việc phát hiện ban đầu chỉ là một dịch chuyển đỏ trắc quang với zphot> 6,5. Trước khi công bố phát hiện của mình, nhóm đã sử dụng quang phổ trên Kính thiên văn Bắc Gemini và Kính thiên văn rất lớn (Very Large Telescope) để thu được độ dịch chuyển đỏ quang phổ là 7,085 ± 0,003 .

## Mô tả
ULAS J1120+0641 có độ lệch đỏ là 7,085, tương ứng với khoảng cách đồng chuyển động là 28,85 tỷ năm ánh sáng tính từ Trái Đất.
Tính đến tháng 6 năm 2011, nó là chuẩn tinh xa nhất quan sát được. Nó phát ra ánh sáng, mà ngày nay quan sát được trên Trái Đất, là vào cỡ dưới 770 Ma sau sự kiện Vụ Nổ Lớn, tức khoảng 13 Ga BP . Thời điểm này là sớm hơn cỡ 100 Ma so với ánh sáng từ chuẩn tinh được biết đến là xa xôi nhất trước đó.
Độ sáng của chuẩn tinh này được ước tính khoảng 6,3 × 1013 độ sáng của Mặt Trời. Năng lượng này được tạo ra bởi lỗ đen siêu khối lượng ước tính khoảng 2++1,5
−-0,7 ×109 lần khối lượng Mặt Trời . Trong khi lỗ đen nuôi chuẩn tinh thì ánh sáng từ chính lỗ đen không thoát ra được. Daniel Mortlock, tác giả chính của bài báo công bố phát hiện ULAS J1120+0641, giải thích rằng "lỗ đen siêu khổng lồ chính là bóng tối, nhưng nó có một đĩa khí và bụi xung quanh nó, đã nóng ở mức sáng hơn toàn bộ thiên hà của các ngôi sao".

## Chỉ dẫn
1. ↑  Mặc dù khoảng cách này có thể là lớn hơn kích thước của vũ trụ quan sát được, song không phải là mâu thuẫn với thực tế. Xem "đo khoảng cách (vũ trụ học)" để biết ý nghĩa khoảng cách trong vũ trụ học.